# Aladje
Aladje. właśc. Alberto Aladje Gomes Pina (wym. [aˈladʒɨ], ur. 22 października 1993 w Bissau) – pochodzący z Gwinei Bissau piłkarz występujący na pozycji napastnika. Młodzieżowy reprezentant Portugalii.

## Kariera klubowa
Aladje jest wychowankiem Academii Vitalaise z Bissau. W 2010 roku trafił do Europy, do włoskiego klubu Calcio Padova, gdzie występował w drużynie juniorów. Sezon 2012/2013 spędził na wypożyczeniu do zespołu Serie C2 (4. klasa rozgrywkowa), FC Aprilia z Chievo Werona. W 22 spotkaniach zdobył 3 gole.
W styczniu 2013 roku uzgodniono, że po sezonie młody Gwinejczyk przejdzie do US Sassuolo, późniejszego beniaminka Serie A.

## Kariera reprezentacyjna
Po transferze do Włoch, w marcu 2012 roku Aladje otrzymał powołanie do reprezentacji Portugalii U-19, jednak nie wystąpił w drużynie narodowej. We wrześniu tego samego roku znalazł się w składzie drużyny do lat 20 na turniej w Japonii, debiutując przeciw drużynie gospodarzy. Na przełomie maja i czerwca 2013 roku Aladje uczestniczył w Turnieju w Tulonie, gdzie zdobył trzy bramki. W czerwcu otrzymał też powołanie na Mistrzostwa Świata U-20 w Turcji.

## Życie osobiste
Ojciec piłkarza pochodzi z Gwinei Bissau (dawnej Gwinei Portugalskiej), zaś matka z Gwinei (dawnej Gwinei Francuskiej).